# Jenő Sipőcz
Dans le nom hongrois Sipőcz Jenő, le nom de famille précède le prénom, mais cet article utilise l’ordre habituel en français Jenő Sipőcz, où le prénom précède le nom.
Jenő Sipőcz, né le 19 septembre 1878 à Budapest et mort le 1er janvier 1937 dans cette ville, est un homme politique hongrois, bourgmestre principal de Budapest de 1920 à 1923 et de 1934 à 1937.